# Feiertage in Aserbaidschan
In Aserbaidschan bestehen folgende gesetzliche Feiertage:
| Feiertag (Deutsch)                                    | Feiertag (Aserbaidschanisch)                      | Datum                     | Bemerkungen                                                                        |
| ----------------------------------------------------- | ------------------------------------------------- | ------------------------- | ---------------------------------------------------------------------------------- |
| Neujahr                                               | Yeni il                                           | 1. und 2. Januar          |                                                                                    |
| Internationaler Frauentag                             | Qadınlar günü                                     | 8. März                   |                                                                                    |
| Novruz in Aserbaidschan                               | Novruz bayramı                                    | 20./21. oder 21./22. März |                                                                                    |
| Tag des Sieges                                        | Faşizm üzərində qələbə günü                       | 9. Mai                    | 1945                                                                               |
| Tag der Republik                                      | Respublika günü                                   | 28. Mai                   | 1918 → Neuere Geschichte Aserbaidschans                                            |
| Tag der nationalen Rettung                            | Azərbaycan xalqının Milli Qurtuluş günü           | 15. Juni                  | 1993 – Wahl von Heydər Əliyev zum Vorsitzenden des Obersten Sowjets Aserbaidschans |
| Tag der Streitkräfte                                  | Azərbaycan Respublikasının Silahlı Qüvvələri günü | 26. Juni                  |                                                                                    |
| Tag der Unabhängigkeit                                | Dövlət müstəqilliyi günü                          | 18. Oktober               | 1991 → Neuere Geschichte Aserbaidschans                                            |
| Tag der Verfassung                                    | Konstitusiya günü                                 | 12. November              | 1995                                                                               |
| Tag der nationalen Auferstehung                       | Milli Dirçəliş günü                               | 17. November              | 1988 – Studentenproteste gegen die Führung in Moskau                               |
| Tag der Solidarität der Aserbaidschaner in aller Welt | Dünya azərbaycanlıların həmrəyliyi günü           | 31. Dezember              | 1989 – Durchbrechen der Grenze zu den Aserbaidschanern im Iran                     |
| Opferfest                                             | Qurban bayramı                                    | wechselt (2 Tage)         |                                                                                    |
| Ramadanfest                                           | Ramazan bayramı                                   | wechselt (2 Tage)         |                                                                                    |